# Albæk (Randers Kommune)
 For alternative betydninger, se Albæk. (Se også artikler, som begynder med Albæk)
Albæk er en landsby nord for Randers Fjord i Østjylland med 251 indbyggere  (2025). Albæk er en af de såkaldte nedre byer, der er otte kilometer øst for centrum af Randers og tre kilometer sydøst for Harridslev.
Byen ligger i Albæk Sogn i Randers Kommune, Region Midtjylland.
I landsbyen findes Albæk Kirke.